# Hyrkanium

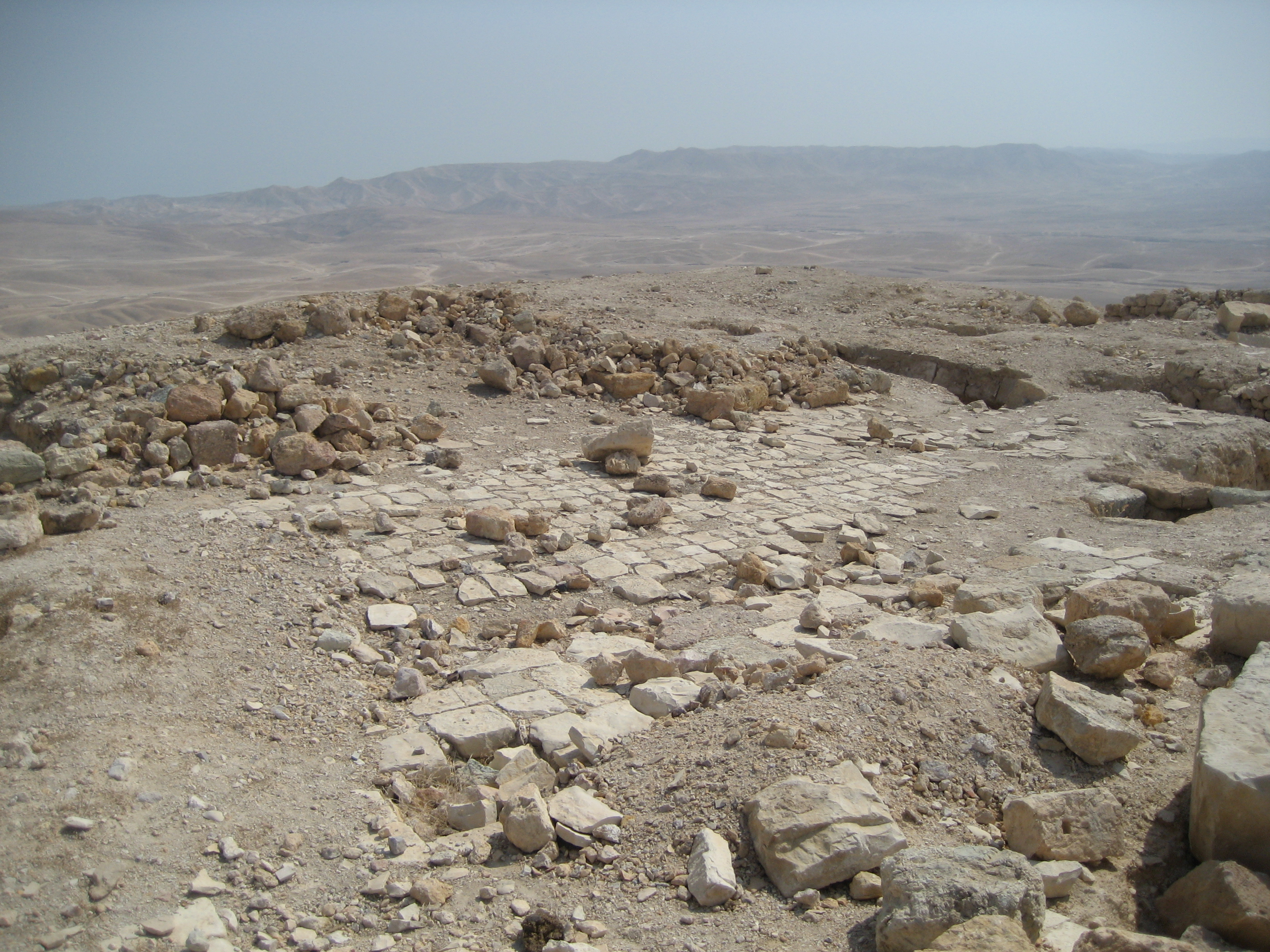
Ruiny twierdzy Hyrkanium

Hyrkanium (arab. Chirbet el-Mird) – jedna z fortec Heroda Wielkiego usytuowana na południe od Jerycha na Pustyni Judzkiej w Dolinie Wady Dekhakha.
Pierwotną twierdzę wzniósł etnarcha Judei Jan Hirkan I, stąd jej nazwa. Około roku 50 p.n.e. zburzyli ją Rzymianie. Herod Wielki we wzniesionej przez siebie fortecy więził wrogów politycznych, m.in. księżniczkę z hasmonejskiego rodu, siostrę Antygona ostatniego władcy z tej dynastii. Na Hyrkanium został pochowany najstarszy syn Heroda Antypater. Wymieniana w dziełach Józefa Flawiusza: Dawnych dziejach Izraela oraz Wojnie żydowskiej.
W 492 roku założono tu chrześcijański klasztor Kastellion (aram. Marda, "forteca"). W lipcu 1952 roku Beduini znaleźli tam fragmenty rękopisów.

## Rękopisy z Chirbet Mird
Belgijscy badacze pod wodzą R. de Langhe z Louvain badali wykopaliska od lutego do kwietnia 1953 roku. W cysternach znaleziono fragmenty tekstów napisanych po arabsku, grecku i aramejsku. 
Teksty greckie z V-VIII wieku zawierały fragmenty majuskułowe Księgi Mądrości, Ewangelii Marka i Jana oraz Dziejów Apostolskich. Fragmenty Nowego Testamentu zgadzają się z tekstami syropalestyńskimi.

Znaleziono ponadto fragment Andromachy Eurypidesa, starszy o 600 lat od tekstów dotąd znanych. 